# Interquel
Interquel – dzieło (książka, film, serial, gra komputerowa itp.) przedstawiające wydarzenia, które wydarzyły się pomiędzy poprzednimi kompletnymi dziełami.
Przykładem książkowym jest Powrót ojca chrzestnego, który opisuje wydarzenia rozgrywające się pomiędzy Ojcem chrzestnym a Ojcem chrzestnym II. Natomiast przykładem gry komputerowej jest Prince of Persia: Zapomniane piaski, która opisuje wydarzenia rozgrywające się pomiędzy Prince of Persia: Piaski czasu a Prince of Persia: Dusza wojownika. Z kolei przykładem filmowym jest Szybko i Wściekle, którego akcja rozgrywa się pomiędzy Za szybcy, za wściekli a Szybcy i wściekli: Tokio Drift.